# Heinz Detlef Wüpper

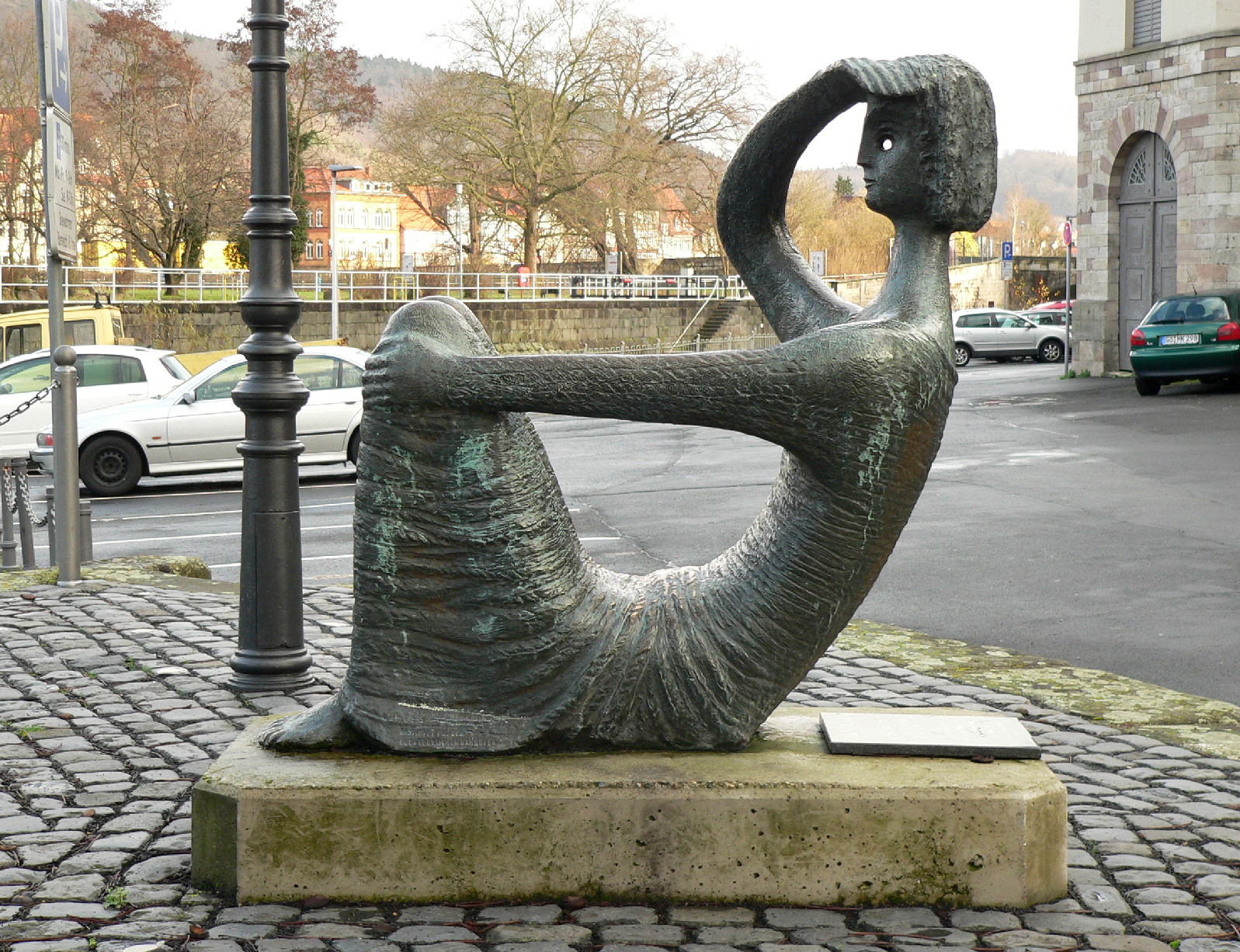
Die Skulptur „Die Schauende“ an der Bremer Schlagd in Hann. Münden

Heinz Detlef Wüpper (* 6. April 1911 in  Münden (Hann. Münden); † 7. Juli 1995) war ein deutscher Töpfermeister und Bildhauer.

## Leben und Wirken
Auf Wunsch des Vaters Heinrich Wüpper, der Töpfer und Ofensetzer war, absolvierte Detlef Wüpper zunächst eine Töpferlehre. 1930 begann er ein Studium an der Kunstgewerbeschule Kassel, wo er Schüler von Erich Schmidt-Kestner war und setzte seine Studien später in Berlin fort. 1937–1938 war er Lehrer an der Werkkunstschule Kassel und 1938–1940 Stipendiat an der Kasseler Akademie. 1940 wurde er in den Kriegsdienst einberufen. Nach seiner Entlassung aus der Kriegsgefangenschaft begann er 1946 seine Arbeit als freier Künstler im Atelier des väterlichen Hauses.
Seit den 1950er Jahren beteiligte sich Detlef Wüpper mit Skulpturen, Plastiken und Reliefs an Ausstellungen im In- und Ausland. Im südniedersächsischen und nordhessischen Raum, vor allem in Kassel und Göttingen, stehen seine Werke im öffentlichen Raum. Im Besitz der Stadt Hann. Münden befinden sich 200 seiner Werke.

## Werke (Auswahl)
- 1934, Putte am Johann-Joachim-Quantz-Denkmal in Scheden. Ende der 1980er Jahre von Unbekannten zerstört.
- 1945, „Pieta“, Ton
- 1956, „Schaukel“
- 1960, „Wiederaufbau der Stadt Kassel“, Kupferrelief, Kassel, Schillerstraße 5, an der Fassade der Paul-Julius-von Reuter-Schule
- 1968, „Gefahrvoller Weg der Jugend“, Bronze, Hann. Münden, Städtisches Museum
- 1972, „Der Denker“, Bronze (in Anlehnung an den Denker des französischen Bildhauers Auguste Rodin), in zwei ähnlichen Ausführungen:[3]
  - Hann. Münden, Mitscherlichstraße, vor dem Grotefend-Gymnasium Münden
  - Göttingen, Am Faßberg, MPI für biophysikalische Chemie (auf der oberen Freiterrasse zwischen Turm 4 und Turm 5)[4][1]
- 1975, „Der Aufbruch“, vor dem Kreishaus, Reinhäuser Landstraße 4[5]
- 1975, Gegenstandslose Großplastik vor der Agentur für Arbeit Göttingen (Friedländer Weg), Bronze[6]
- 1977, „Die Schauende“, Bronze, Hann. Münden, Bremer Schlagd
- 1979, „Verbundenheit“, Bronze, Göttingen, Hiroshimalatz, auf den Vorplatz des Neuen Rathauses[7][8]
- 1980, „Der eine trage des anderen Last“, Bronze, Witzenhausen, in der Fußgängerzone vor dem Rathaus
- 1980, „Mädchen mit Stola“, Bronze, Hann. Münden, Doktorwerder
- 1982 „Daphne“, Bronze, Kassel, Oberzwerenerstraße 103, ehemalige Staatliche Versuchsanstalt für Gartenbau[9]

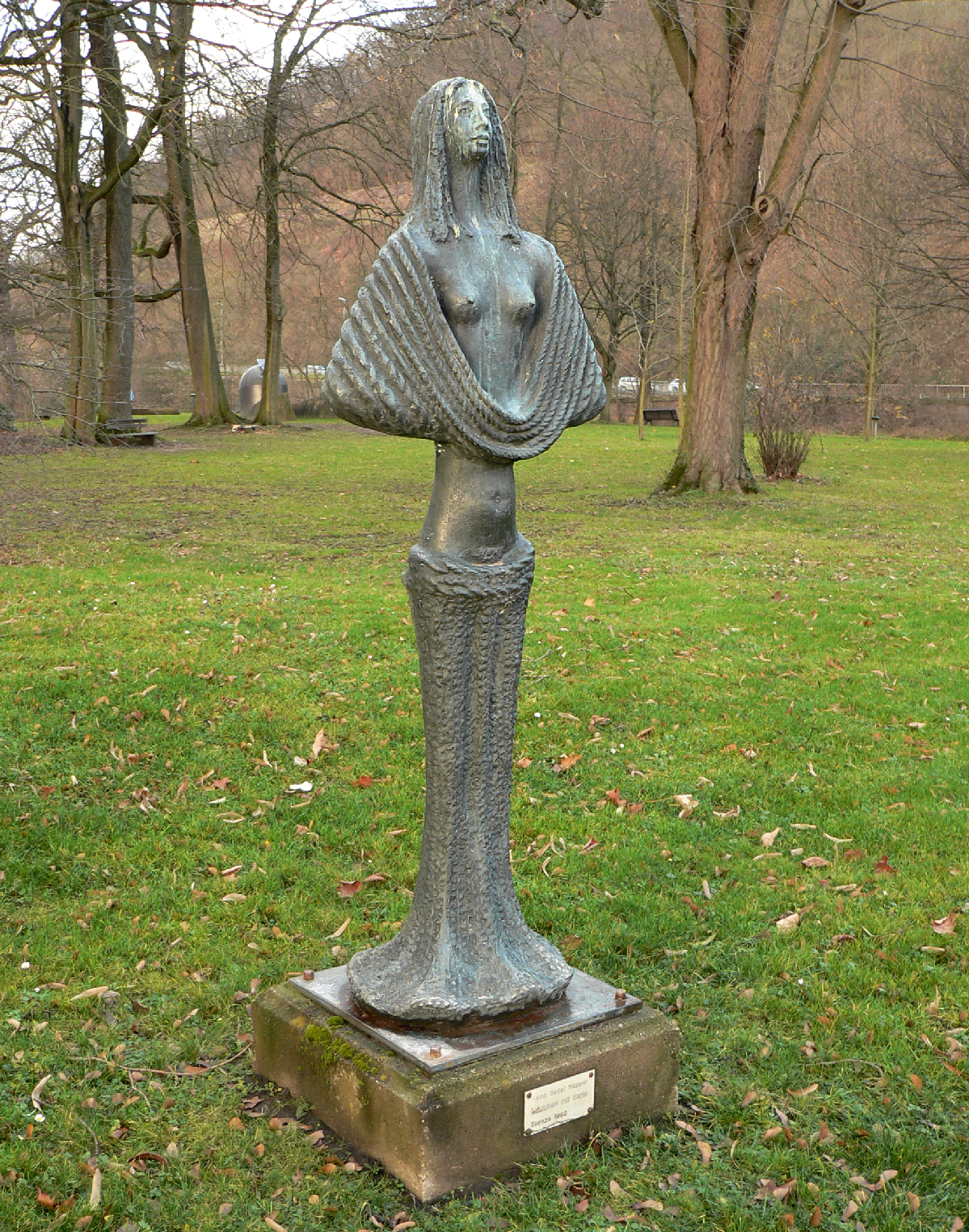
„Mädchen mit Stola“, Hann. Münden, Doktorwerder
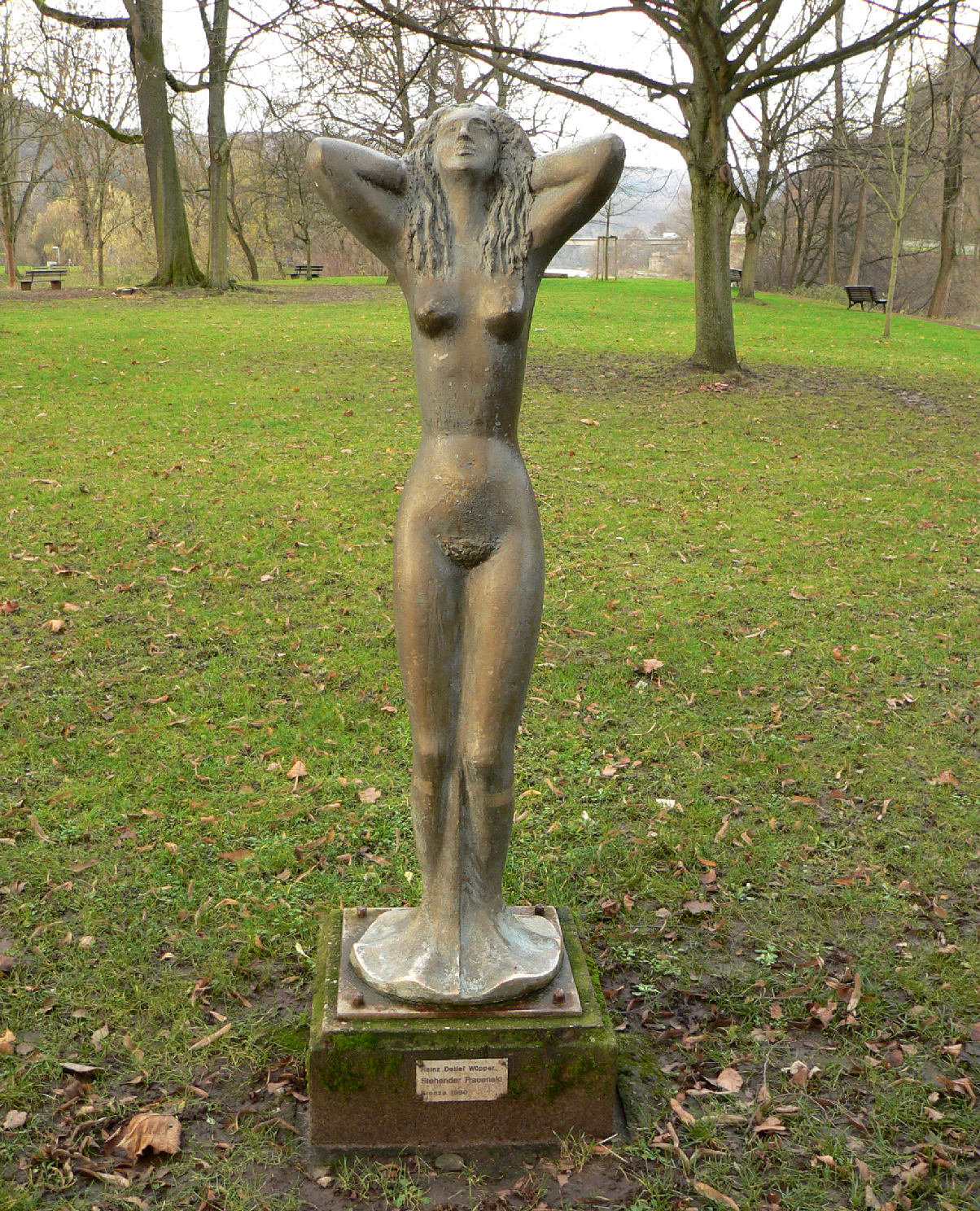
„Stehender Frauenakt“
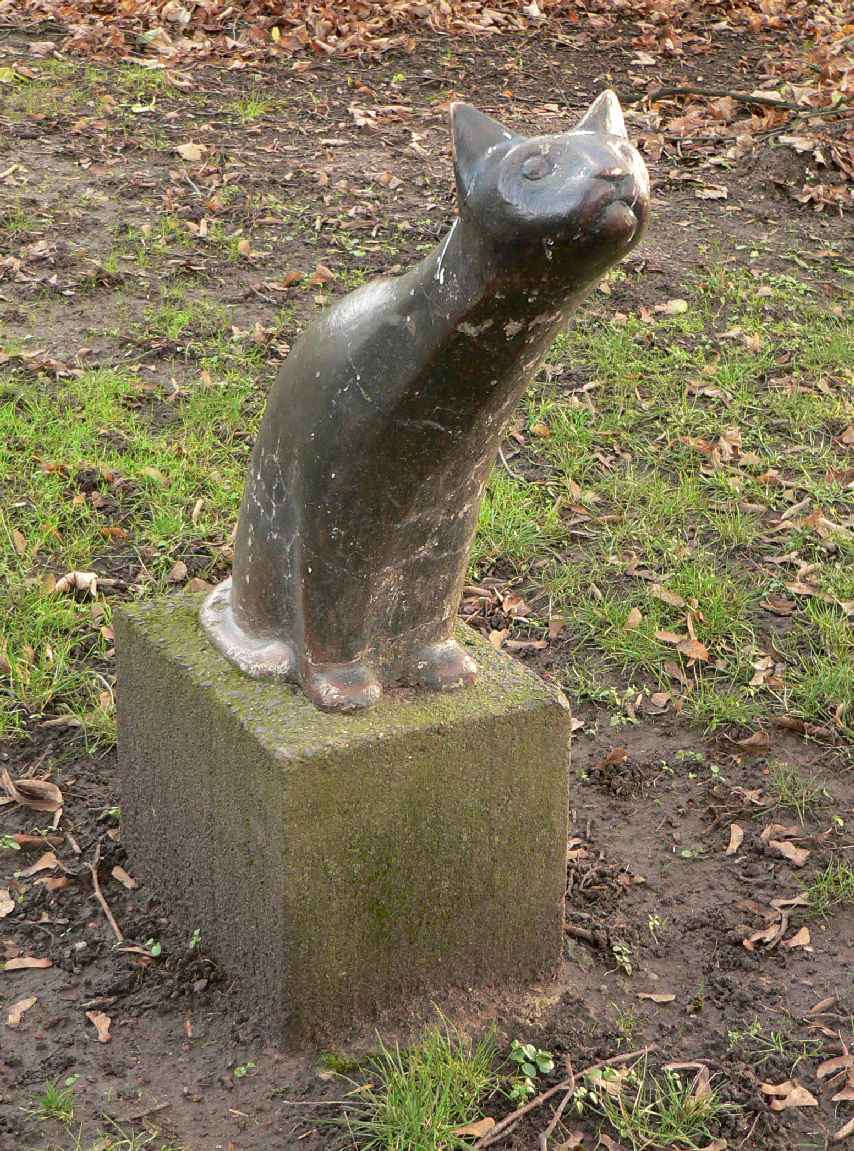
„Modell Katze“
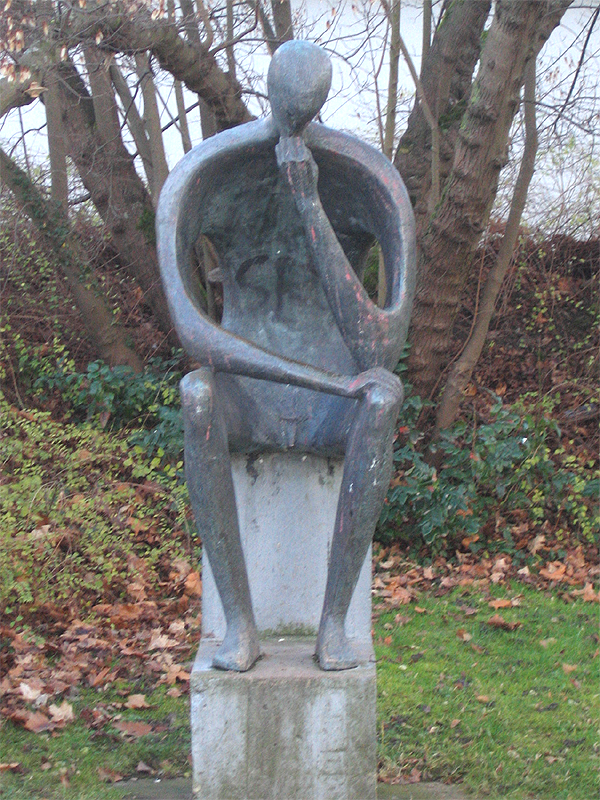
„Der Denker“ beim Grotefend-Gymnasium Münden
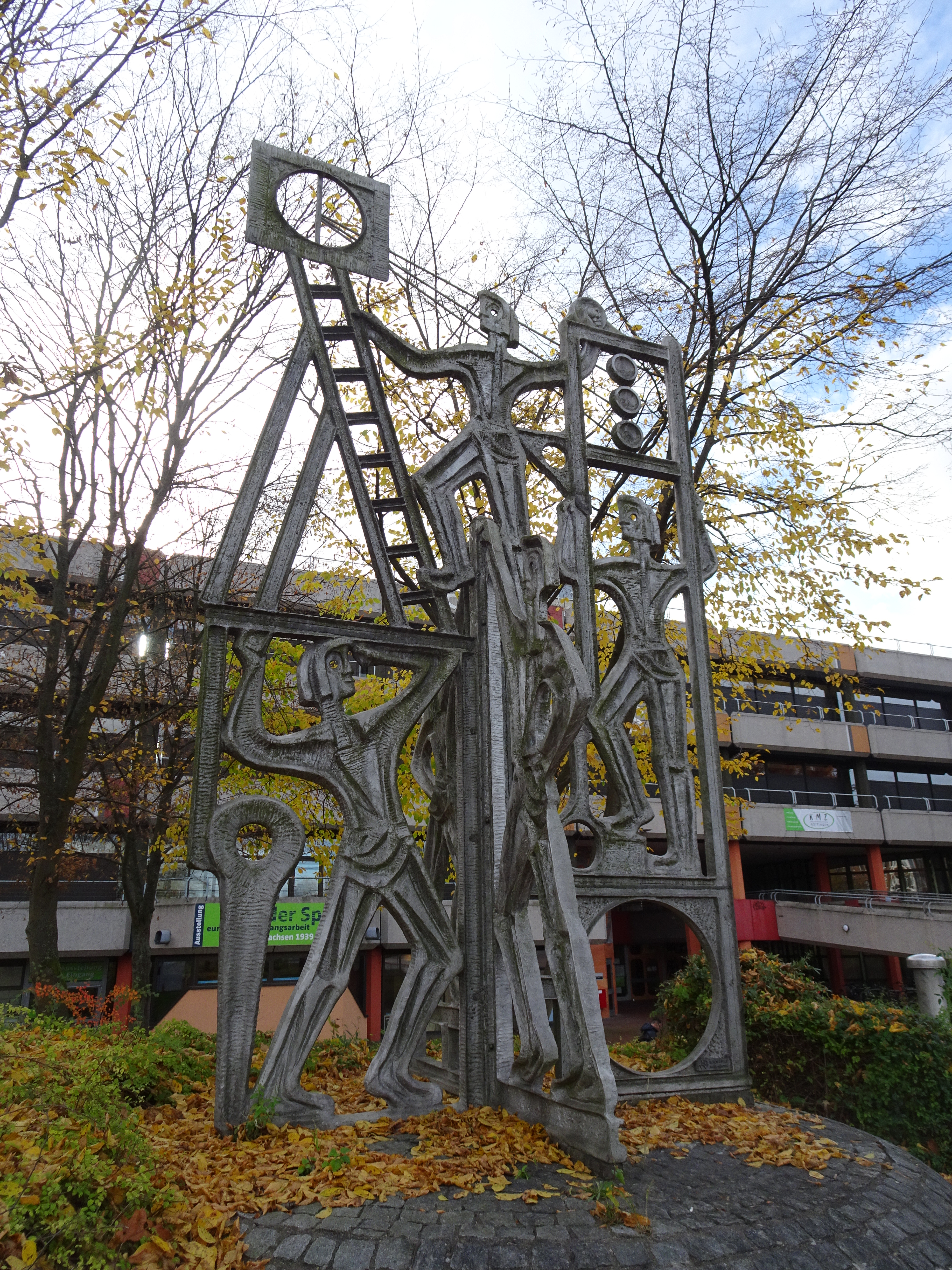
„Der Aufbruch“, Berufsbildende Schule in Göttingen

## Ausstellungen
- 1952–1971, Kasseler Kunstverein, vielfache Beteiligung in der jeweiligen Sommerausstellung und der Weihnachtsausstellung[10]
- 1964, Nassauischer Kunstverein Wiesbaden: Nordhessische Künstler / Malerei, Graphik, Plastik[11]
- 1993, Museum Stadt Hann. Münden, Einzelausstellung: Heinz Detlef Wüpper. Werke aus 6 Generationen
- 2011, Städtisches Museum im Welfenschloss Hann. Münden, Einzelausstellung 100 Jahre Heinz Detlef Wüpper[2]